# Fread

fread 함수는 스트림에서 바이너리 데이터를 읽어 버퍼에 저장하는 표준 C 라이브러리 함수이다.

## 정의
<stdio.h> 헤더 파일에 다음과 같이 정의되어 있다.
```
size_t
 
fread
 
(
void
 
*
 
DstBuf
,
 
size_t
 
ElementSize
,
 
size_t
 
Count
,
 
FILE
 
*
 
FileStream
)

```

### 인수
각 인수는 다음과 같은 의미를 가지고 있다.
DstBuf
입력받은 데이터를 저장할 버퍼의 주소
ElementSize
원소 1개의 크기
Count
입력 받을 원소의 개수
FileStream
파일 스트림

### 반환값
실제로 읽어들인 원소의 개수를 반환한다.
반환값이 Count보다 작으면 오류나 파일 끝(EOF)의 경우이다.

## 동작
파일 스트림으로부터 ElementSize크기의 바이너리 데이터를 Count회 읽어 DstBuf에 저장한다. Count회 입력이 완료되거나 EOF를 입력받았을 때, 혹은 오류가 발생했을 때 입력을 마친다. 함수가 종료될 때 입력이 완료된 곳까지 파일 포인터를 이동시키고 실제로 읽어들인 원소의 개수를 반환한다.

## 예제
```
 
#include
 
<stdio.h>

 
int
 
main
(
void
)

 
{

     
FILE
 
*
file_ptr
;

     
char
 
arr
[
6
];

     
size_t
 
iCount
;

     
file_ptr
 
=
 
fopen
(
"sample.txt"
,
 
"rb"
);

     
if
(
file_ptr
==
NULL
)
 
return
 
1
;

     
iCount
 
=
 
fread
(
arr
,
 
sizeof
(
char
),
 
sizeof
(
arr
),
 
file_ptr
);

     
fclose
(
file_ptr
);

     
return
 
0
;

 
}

```

위 예제는 sample.txt에서 6바이트를 읽어(파일이 6바이트보다 크다는 가정 하에) arr에 저장하고 읽은 바이트 수를 iCount에 저장한다.

## 같이 보기
- fwrite